# Drottninggatan
Drottninggatan (en sueco: literalmente "calle de la Reina") es una importante calle peatonal en Estocolmo, la capital de Suecia. Se extiende hacia el norte desde el puente en Riksbron Norrström, en el distrito de Norrmalm, a Observatorielunden en el distrito de Vasastaden.
Forma una calle paralela a Vasagatan y Sveavägen. La mayor parte de la calle está cerrada al tráfico y ocupada con numerosas tiendas y comercios, siendo una de las más grandes la tienda por departamentos Åhléns City. Durante el verano, la calle esta a menudo llena de turistas.
El 7 de abril de 2017 ocurrió un atentado dónde un camión atropelló a múltiples personas a lo largo de la calle.